# 高倉寺宝積院
高倉寺宝積院（たかくらじほうしゃくいん）は、大阪府堺市南区高倉台にある高野山真言宗一等格院の寺院。高倉寺と宝積院はそれぞれ異なる宗教法人である。

## 概要
高倉寺は寺伝によれば慶雲2年（705年）、行基が文武天皇の命を受け開いたとされる。平安時代末期、高倉天皇により、大修恵山高倉寺の名を賜ったという。応仁の乱や織田信長の焼き討ちにより焼失し、慶長末年、小出三尹が再建した。室町時代の絵仏師太輔法眼清賢の作と言われ、堺市の有形文化財に指定されている法起菩薩曼荼羅図（ほうきぼさつまんだらず）を所有する。

## 文化財
大阪府指定文化財
- 星曼荼羅図（宝積院）

堺市指定文化財
- 法起菩薩曼荼羅図（高倉寺）

## 札所
河泉二十四地蔵霊場
23 法道寺　--　24 宝積院
和泉霊場
18 観音寺　--　19 宝積院　--　20 高倉寺　--　21 多聞寺

## 交通
- 南海泉北線泉ケ丘駅から徒歩10分